# Vírus de Marburg
O vírus de Marburg ou vírus de Marburgo (MARV) é o agente causador da febre hemorrágica de Marburg, que teve epidemias conhecidas em 1967 (a primeira) e depois em 1975, 1980, 1987, 1998, 2004–2005 (cujo epicentro foi Angola), 2007–2014 (cujo epicentro foi Uganda) e 2023 (na Guiné Equatorial).
Tanto a doença, quanto o vírus, estão relacionados com o ebola e têm origem na mesma área geográfica (Uganda e Quénia ocidental). A sua fonte é uma zoonose de origem desconhecida.
Este vírus foi documentado pela primeira vez em 1967, quando 31 pessoas adoeceram nas cidades alemãs de Marburg e Frankfurt am Main, e na cidade sérvia de Belgrado.

## O vírus
A estrutura viral é típica dos filovírus, com longas partículas fibrosas que têm um diâmetro consistente mas que variam muito em comprimento, entre uma média de 800 nm até 14.000 nm, com o auge da actividade infeciosa por volta dos 790 nm. O seu vírion contém 7 proteínas estruturais conhecidas. Sendo praticamente idêntico ao vírus do Ébola em estrutura, o vírus de Marburg é antigenicamente distinto do vírus do Ébola - por outras palavras, ele produz anticorpos diferentes, nos organismos infectados.
Este vírus foi documentado pela primeira vez em 1967, quando 31 pessoas adoeceram nas cidades alemãs de Marburg e Frankfurt am Main e na cidade sérvia de Belgrado, aparentemente por causa de macacos Cercopithecus aethiops infectados, que haviam sido importados de Uganda para o uso no desenvolvimento de vacinas pólio. Foi o primeiro filovírus a ser identificado.
É transmitido às pessoas por morcegos frugívoros e se espalha entre humanos através do contato direto com os fluidos corporais de pessoas, superfícies e materiais infectados, reporta a OMS.

## Sintomas da doença
A doença é caracterizada por um súbito ataque de febre, dores de cabeça e mialgia após um período de incubação de 5 a 10 dias. Passada uma semana, aparece uma inflamação maculopapular, seguida de vómitos, dores do peito e abdominais e diarreia. A doença pode então agravar-se ainda mais, com icterícia, delírios, falência do fígado e hemorragias extensas. A recuperação é prolongada e pode ser marcada por inflamação dos testículos, hepatite recorrente, mielite recorrente ou uveíte, inflamação da medula espinal,  dos olhos ou da glândula parótida.
Dependendo dos serviços de saúde e do apoio hospitalar disponível, a doença pode ter taxas de letalidade extremamente altas. Durante um surto de  Marburg ocorrido em Angola entre  2004 e 2005,  das 252 pessoas que contraíram um sorotipo particularmente virulento, 227 (90%) morreram.

## Surtos
Entre julho e setembro de 2007, mineiros que trabalhavam na gruta de Kitaka, em Uganda, foram diagnosticados com a febre hemorrágica de Marburg. Aparentemente o vetor da doença foram morcegos-da-fruta (Rousettus aegyptiacus). A gruta e a mina abrigavam 40.000 a 100.000 desses morcegos.
| Ano       | Localização geográfica                                                     | N° de mortes/N° de casos (taxa de letalidade) |
| 1967      | Marburg e Frankfurt,Alemanha Ocidental e Belgrado,Iugoslávia (hoje Sérvia) | 7/31 (23%) |
| 1975      | Rodésia e Johannesburg, África do Sul                                      | 1/3 (33%) |
| 1980      | Quênia                                                                     | 1/2 (50%) |
| 1987      | Quênia                                                                     | 1/1 (100%) |
| 1988      | Koltsovo, Novosibirsk , URSS (hoje, Rússia)                                | 1/1 (100%) [acidente de laboratório] |
| 1990      | Koltsovo, Novosibirsk , URSS (hoje, Rússia)                                | 0/1 (0%) [acidente de laboratório] |
| 1998–2000 | Durba, Haut-Uele e Watsa,Orientale, República Democrática do Congo         | 128/154 (83%) Durante esse surto, foram registrados 154 casos com 128 óbitos decorrentes de infecção provocada por duas diferentes espécies do gênero Marburgvirus (MARV e RAVV) . Porém não há informação sobre quantos casos e quantas mortes foram causadas por MARV ou por RAVV |
| 2004–2005 | Angola                                                                     | 227/252 (90%) |
| 2007      | Uganda                                                                     | 1/3 (33%) |
| 2008      | Uganda, Países Baixos e EUA                                                | 1/2 (50%) |
| 2012      | Uganda                                                                     | 9/18 (50%) |
| 2014      | Uganda                                                                     | 1/1 (100%) |
| 2021      | Guiné                                                                      | 1/1 (100%) |
| 2022      | Gana                                                                       | 2/2 (100%) |
| 2023      | Guiné Equatorial                                                           | 9/27 (33%) |
| 2024      | Ruanda                                                                     | 6/26 (23%) |